# Rollainville
Rollainville ist ein Dorf und eine ehemalige Gemeinde mit 306 Einwohnern (Stand: 1. Januar 2022) im französischen Département Vosges in der Region Grand Est (vor 2016 Lothringen). Sie gehörte zum Arrondissement Neufchâteau. Die Bewohner werden Rollainvillois und Rollainvilloises genannt.
Die Gemeinde erhielt 2024 die Auszeichnung „Vier Blumen“, die vom Conseil national des villes et villages fleuris (CNVVF) im Rahmen des jährlichen Wettbewerbs der blumengeschmückten Städte und Dörfer verliehen wird.
Der Erlass der Präfektin vom 27. September 2024 legte mit Wirkung zum 1. Januar 2025 die Eingliederung von Rollainville als Commune déléguée zusammen mit der früheren Gemeinde Neufchâteau zur gleichnamigen Commune nouvelle Neufchâteau fest.

## Geografie

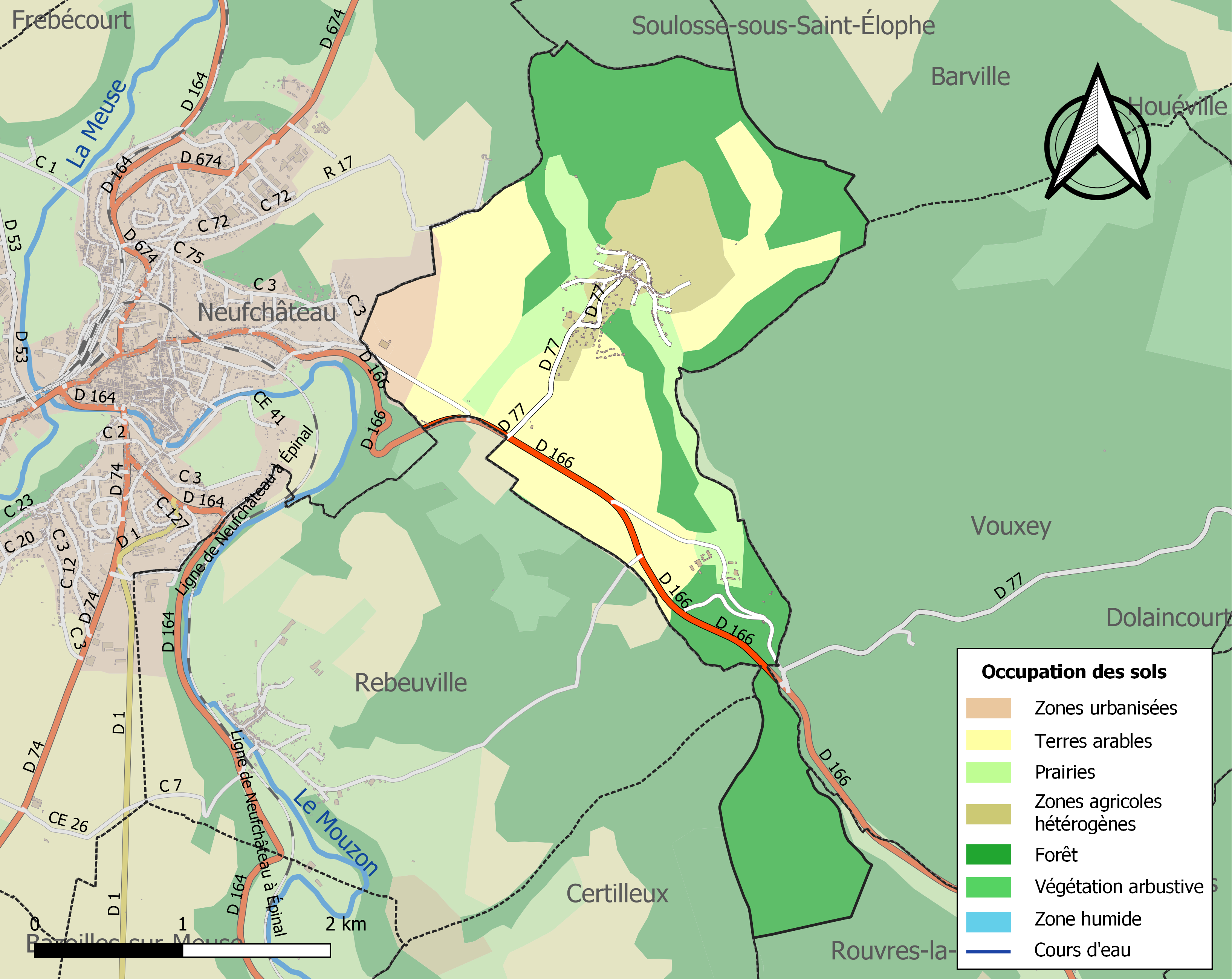
Bodennutzung, Hydrografie und Infrastruktur von Rollainville (2018)

Rollainville liegt etwa 59 Kilometer westnordwestlich von Épinal in der historischen Landschaft Lothringen. Das Ortsgebiet wird entwässert vom Flüsschen Frézelle, einem Zufluss des Vair, das es von Süd nach Nord durchquert. Das Zentrum befindet sich im Tal der Frézelle auf einer Höhe von etwa 315 m. Das Bodenrelief ist gekennzeichnet durch die Lage des Tals der Frézelle mit beidseitigen Anstiegen zu Hochebenen mit Höhen von nahe 400 m und einer minimalen Höhe von 300 m beim Austritt der Frézelle aus dem Ortsgebiet im Norden.
Teile des Gebiets von Rollainville gehören zu den ZNIEFF-Naturzonen „Pelouses et prairies calcaires de la Friche à Rollainville “ (410006905), „Pays de Neufchâteau“ (410010385), „Gite à chiroptères de Neufchâteau“ (410030200) und „Forêt de Neufeys et gite à chiroptères à Vouxey“ (410030243). Rund 51 % der Fläche von Rollainville werden landwirtschaftlich, hauptsächlich als Kulturboden genutzt, rund 49 % sind bewaldet, hauptsächlich durch die Forêt domaniale de Neufeys (Stand: 2018).
Rollainville wird umgeben von den Nachbargemeinden Soulosse-sous-Saint-Élophe im Norden, Barville im Nordosten, Vouxey im Osten, Rouvres-la-Chétive und Certilleux im Südosten und Rebeuville im Südwesten sowie vom Ortsteil Neufchâteau im Westen.

## Geschichte

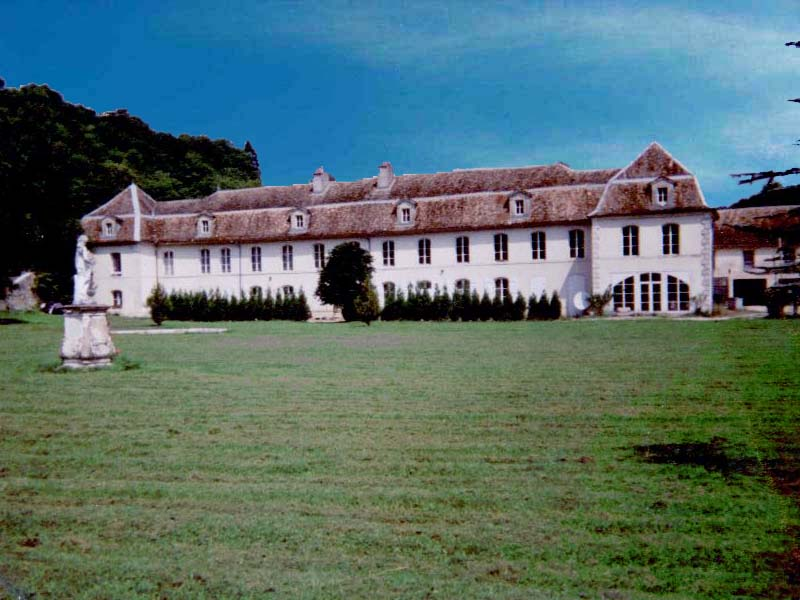
Zisterzienserinnenabtei L’Étanche

Die Zisterzienserinnenabtei L’Étanche wurde am 5. Dezember 1148 gegründet. Die Gebäude wurden im Hundertjährigen Krieg beschädigt und während des Dreißigjährigen Kriegs verlassen. Im frühen 18. Jahrhundert wurden die Kirche, das Wohngebäude, die Umfassungsmauern und Nebengebäude neu gebaut. Die Abtei wurde im Zuge der Französischen Revolution 1792 als Nationalgut verkauft, die Abteikirche gegen 1830 abgerissen.
1905 wurde die bis dahin selbstständige Gemeinde L’Étanche eingegliedert.

## Bevölkerungsentwicklung
| Rollainville: Einwohnerzahlen von 1793 bis 2020                                                                            | Rollainville: Einwohnerzahlen von 1793 bis 2020 | Rollainville: Einwohnerzahlen von 1793 bis 2020 | Rollainville: Einwohnerzahlen von 1793 bis 2020 | Rollainville: Einwohnerzahlen von 1793 bis 2020 |
| --- | ----------------------------------------------- | ----------------------------------------------- | ----------------------------------------------- | ----------------------------------------------- |
| Jahr |                                                 |                                                 |                                                 | Einwohner                                       |
| 1793 | 1793                                            |                                                 | 250                                             | 250                                             |
| 1800 | 1800                                            |                                                 | 251                                             | 251                                             |
| 1806 | 1806                                            |                                                 | 288                                             | 288                                             |
| 1821 | 1821                                            |                                                 | 279                                             | 279                                             |
| 1831 | 1831                                            |                                                 | 297                                             | 297                                             |
| 1836 | 1836                                            |                                                 | 323                                             | 323                                             |
| 1841 | 1841                                            |                                                 | 331                                             | 331                                             |
| 1846 | 1846                                            |                                                 | 412                                             | 412                                             |
| 1856 | 1856                                            |                                                 | 355                                             | 355                                             |
| 1861 | 1861                                            |                                                 | 378                                             | 378                                             |
| 1866 | 1866                                            |                                                 | 386                                             | 386                                             |
| 1876 | 1876                                            |                                                 | 373                                             | 373                                             |
| 1881 | 1881                                            |                                                 | 343                                             | 343                                             |
| 1886 | 1886                                            |                                                 | 358                                             | 358                                             |
| 1891 | 1891                                            |                                                 | 321                                             | 321                                             |
| 1896 | 1896                                            |                                                 | 304                                             | 304                                             |
| 1901 | 1901                                            |                                                 | 285                                             | 285                                             |
| 1906 | 1906                                            |                                                 | 282                                             | 282                                             |
| 1911 | 1911                                            |                                                 | 263                                             | 263                                             |
| 1921 | 1921                                            |                                                 | 209                                             | 209                                             |
| 1926 | 1926                                            |                                                 | 234                                             | 234                                             |
| 1931 | 1931                                            |                                                 | 222                                             | 222                                             |
| 1936 | 1936                                            |                                                 | 207                                             | 207                                             |
| 1946 | 1946                                            |                                                 | 215                                             | 215                                             |
| 1954 | 1954                                            |                                                 | 187                                             | 187                                             |
| 1962 | 1962                                            |                                                 | 210                                             | 210                                             |
| 1968 | 1968                                            |                                                 | 235                                             | 235                                             |
| 1975 | 1975                                            |                                                 | 261                                             | 261                                             |
| 1982 | 1982                                            |                                                 | 276                                             | 276                                             |
| 1990 | 1990                                            |                                                 | 297                                             | 297                                             |
| 1999 | 1999                                            |                                                 | 326                                             | 326                                             |
| 2006 | 2006                                            |                                                 | 327                                             | 327                                             |
| 2013 | 2013                                            |                                                 | 311                                             | 311                                             |
| 2020 | 2020                                            |                                                 | 315                                             | 315                                             |
| Quelle(n): EHESS/Cassini bis 1999, INSEE ab 2006 Anmerkung(en): Ab 1962 offizielle Zahlen ohne Einwohner mit Zweitwohnsitz |                                                 |                                                 |                                                 |                                                 |

## Sehenswürdigkeiten
- Pfarrkirche Saint-Rémy aus dem 12. Jahrhundert, im 19. Jahrhundert erweitert, Chor, Glockenturm und Apsis seit 1910 als Monument historique klassifiziert
- Alte Brücke über die Frézelle aus dem 17. und 18. Jahrhundert, seit 1984 als Monument historique klassifiziert
- Flurkreuz aus Stein aus dem 16. Jahrhundert, seit 1908 als Monument historique klassifiziert

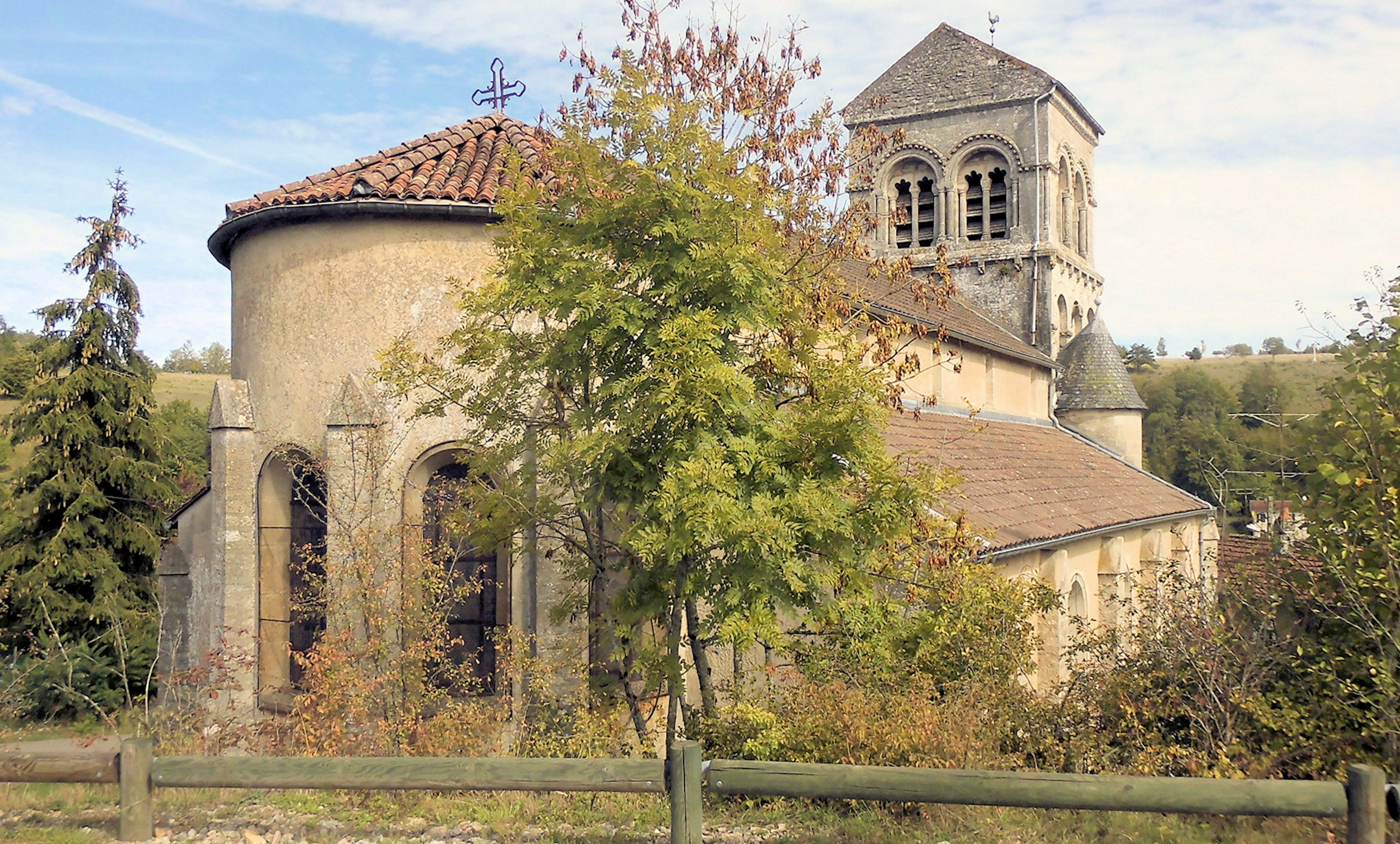
Pfarrkirche Saint-Rémy
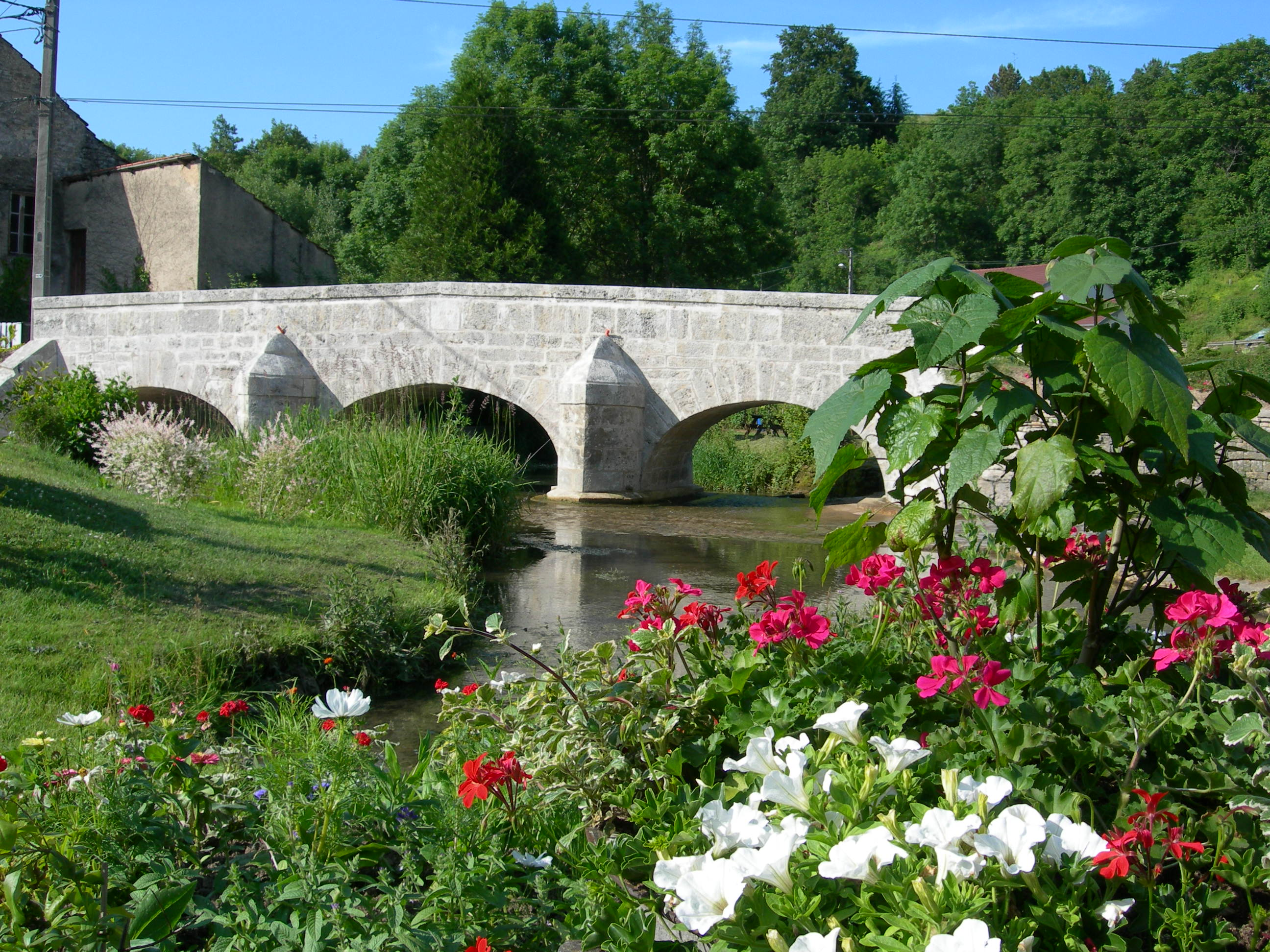
Alte Brücke über die Frézelle
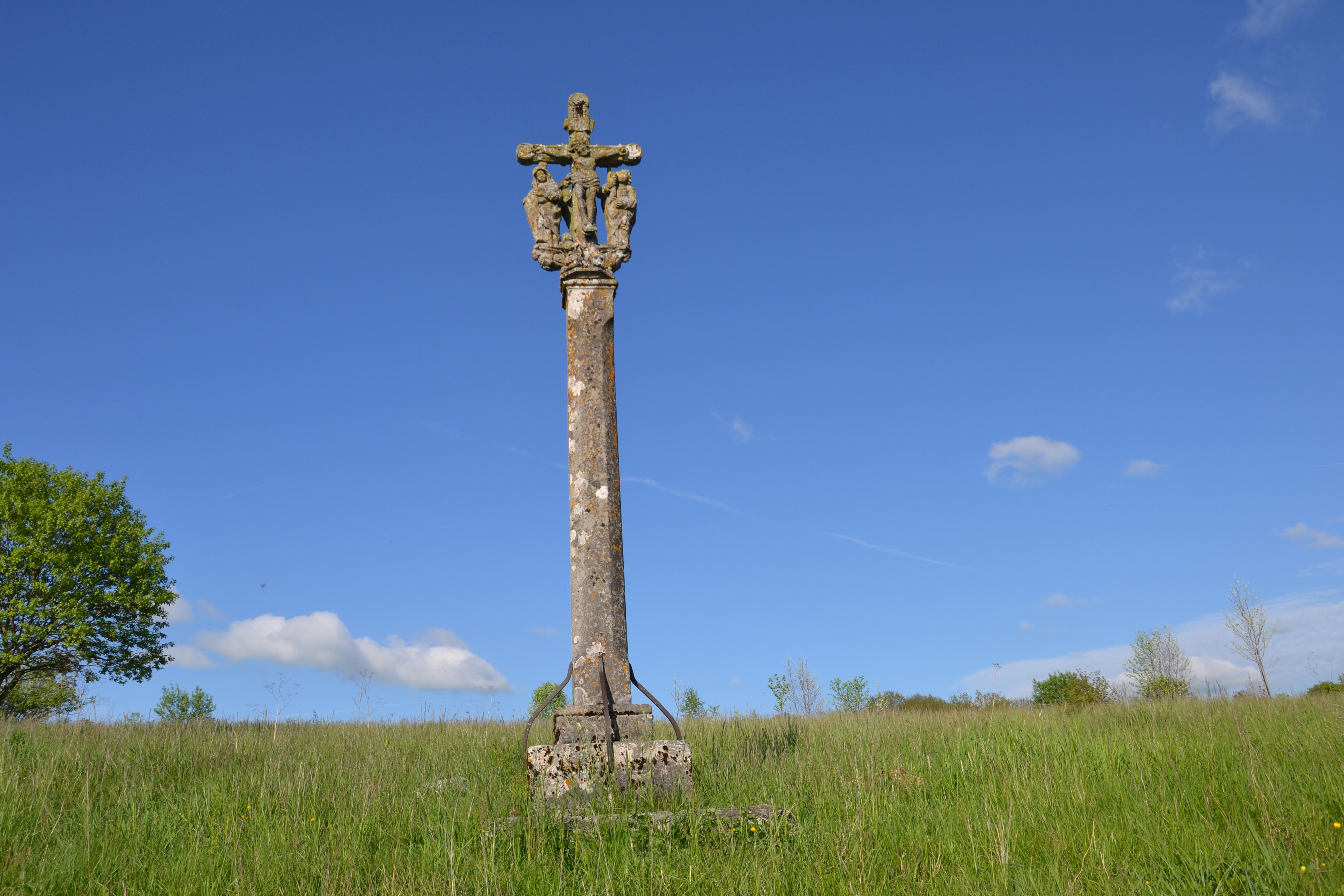
Flurkreuz